# Noví Yárychiv
Noví Yárychiv o Noví Yarýchiv (ucraniano: Нови́й Я́ричів, Нови́й Яри́чів; polaco: Jaryczów Nowy) es un asentamiento de tipo urbano de Ucrania perteneciente al raión de Leópolis de la óblast de Leópolis.
En 2017, el asentamiento tenía una población de 2979 habitantes. Desde la reforma territorial de 2020 es sede de un municipio con una población total de más de dieciocho mil habitantes, que comprende los asentamientos de tipo urbano de Noví Yárychiv y Zápytiv y 16 pueblos: Baniunyn, Borshchóvychi, Velyki Pidlisky, Velykosilky, Didýliv, Kúkeziv, Malí Nahirtsi, Neslújiv, Nová Lodyna, Pykulóvychi, Rudantsi, Sokoliv, Stari Yárychiv, Ubyni, Jréniv y Tséperiv.
Se ubica unos 20 km al noreste de Leópolis, junto a la carretera M06 que lleva a Rivne.

## Historia
Se conoce la existencia de la localidad en documentos desde 1397, cuando Vladislao II de Opole cedió el señorío a la familia noble que acabaría adoptando el apellido Jaryczowski en referencia al pueblo. Llegó a adoptar el Derecho de Magdeburgo en 1618, pero el asentamiento medieval original fue destruido por los tártaros en 1695, y fue reconstruido como una localidad menos importante. En 1934, la Segunda República Polaca le dio el título de ciudad. En 1940, la RSS de Ucrania le dio el estatus de capital distrital (que perdió en 1962), pero redujo su categoría a asentamiento de tipo urbano. Antes de la reforma territorial de 2020, la localidad formaba por sí sola un ayuntamiento urbano sin pedanías en el raión de Kámyanka-Buzka.